# غابور مارتون
غابور مارتون (بالمجرية: Márton Gábor)‏ (15 أكتوبر 1966 في المجر - ) هو مدرب كرة قدم ولاعب كرة قدم مجري في مركز الوسط. شارك مع منتخب المجر لكرة القدم. أما مع النوادي، فقد لعب مع نادي بودابست هونفيد ونادي جينك ونادي كان ونادي هبوعيل تل أبيب وهبوعيل بتاح تكفا ‏ وHapoel Rishon LeZion F.C. ‏ وهبوعيل كفار سابا ‏ ونادي بيتش ‏.

## وصلات خارجية
- غابور مارتون على موقع قاعدة بيانات كرة القدم.إي يو (الإنجليزية)
- غابور مارتون على موقع ناشيونال فوتبول تيمز (الإنجليزية)
- غابور مارتون على موقع Soccerway.com (الإنجليزية)
- غابور مارتون على موقع عالم كرة القدم.نت (الإنجليزية)